# Algoritmus přátelství
Algoritmus přátelství je třináctý díl druhé řady amerického televizního seriálu Teorie velkého třesku. V této epizodě hostují John Ross Bowie, Will Deutsch, Jane Galloway Heitz a Jade Zdanow. Režisérem epizody je Mark Cendrowski.

## Děj
Sheldon se dozvídá, že Barry (John Ross Bowie) má přístup k vědeckému počítači, ke kterému on sám přístup nemá. Rozhodne se tedy s ním navázat přátelství, aby mu přístup umožnil také. Sám má ale problémy s tím navázovat jakákoliv přátelství a jeho nejbližší současní kamarádi v tom nejsou o moc lepší. Přinutí tak Leonarda vzít do knihkupectví, kde se Sheldon snaží seznámit se s malou holčičkou. Leonard ihned pochopí, že Sheldonovi nedochází, co dělá a tak jej odvede pryč dříve, než ho někdo osočí z pedofilie. Knížka z knihkupectví však Sheldonovi pomůže přijít na algoritmus přátelství, díky kterému věří, že se mu povede začít povedený přátelský vztah s Barrym. Vyrazí s ním tedy na lezeckou stěnu (Barryho zájem), což se ale neukáže jako dobrý nápad, neboť má Sheldon strach z výšek. V bytě pak Sheldon oznámí Rajovi, že už není členem party a nahrazuje jej Barrym. Jakmile ale Sheldon zjistí, že Barry přístup k počítači nemá, vezme Raje zpět a vyhodí Barryho.

## Obsazení
| Johnny Galecki      | Leonard Hofstadter |
| Jim Parsons         | Sheldon Cooper     |
| Kaley Cuoco         | Penny              |
| Simon Helberg       | Howard Wolowitz    |
| Kunal Nayyar        | Raj Koothrappali   |
| John Ross Bowie     | Barry Kripke       |
| Will Deutsch        | Jeremy             |
| Jane Galloway Heitz | Mildred            |
| Jade Zdanow         | Rebecca            |